# 死に花
『死に花』（しにばな）は、太田蘭三の小説。2003年に角川書店から出版され、翌年には角川文庫から文庫化された。
2004年に映画化された。

## あらすじ
高級老人ホームで気ままな生活を送っていた、仲のよい老人6人組。その中の一人の突然の死をきっかけに、自らの死、余生を深刻に考え始めた残りの5人の生き方・死に様を描いたエンターテイメント小説。

## 書誌情報
- 単行本、2003年4月1日発売、角川書店、ISBN 978-4048733977
- 文庫、2004年4月24日発売、角川文庫、ISBN 978-4041518151

## 映画
2004年に配給東映で公開された。犬童一心が監督、犬童と小林弘利が脚本、プロデューサーは木村立哉・橘田寿宏・福吉健・松田康史。製作は「死に花」製作委員会。
なお、青島幸男・藤岡琢也（公開から2年後に死去）、森繁久彌（公開から5年後に死去）は、この映画が遺作となった。

### 出演
- 菊島真 - 山﨑努
- 伊能幸太郎 - 宇津井健
- 穴池好男 - 青島幸男
- 庄司勝平 - 谷啓
- 先山六兵衛 - 長門勇
- 明日香鈴子 - 松原智恵子
- 源田金蔵 - 藤岡琢也
- 赤星周次郎 - 小林亜星
- 北村英治
- 赤星静江 - 吉村実子
- 青木六三郎 - 森繁久彌（特別出演）
- 井上和子 - 星野真里
- 遠山貞子 - 加藤治子
- 月村俊介 - 鳥羽潤
- 図書館の美女 - 戸田菜穂
- 鴨下太一 - 高橋昌也
- 鴨下光代 - 白川和子
- 黒井順一 - ミッキー・カーチス
- 阿保親雄 - 岩松了
- 梅岡千香子 - 土屋久美子
- ワイドショウ出演者 - 大和田獏
- ワイドショウ出演者 - 大下容子
- ワイドショウ出演者 - 大石美佳
- ワイドショウ出演者 - 依田司
- サクランボ銀行ガードマン - 佐藤佐吉
- 中村靖日

### スタッフ
- 監督：犬童一心
- 製作：横溝重雄、大里洋吉、早河洋
- プロデューサー：木村立哉、橘田寿宏、福吉健、松田康史
- アソシエイト・プロデューサー：保田修、西口なおみ
- 原作：太田蘭三
- 脚本：小林弘利、犬童一心
- 企画：遠藤茂行、宮下昌幸、木村純一
- 撮影：栢野直樹
- 音楽：周防義和
- 主題歌：元ちとせ「精霊（nomad version）」
- 音楽プロデューサー：北神行雄、安東義史
- 美術：磯田典宏
- 編集：阿部亙英
- 衣装：波多野芳一
- 録音：浦田和治
- スクリプター：中田秀子
- スチール：西村彩子
- 音響効果：岡瀬晶彦
- その他：伊藤満、小笠原宏之、武石宏登、田畑照政、宮本まさ江、浅野秀二、横石淳、北田雅也、伊藤瑞樹、宗理起也
- 助監督：谷口正行
- 照明：磯野雅宏
- 製作：「死に花」製作委員会（東映、アミューズ、テレビ朝日、東映ビデオ、IMJエンタテインメント、毎日新聞社）